# ستيف جيمس
ستيف جيمس (بالإنجليزية: Steve James)‏ (و. 1952 – 1993 م) هو ممثل، وكاتب سيناريو، من الولايات المتحدة الأمريكية، ولد في مدينة نيويورك، توفي في بربانك، كاليفورنيا، عن عمر يناهز 41 عاماً.

## وصلات خارجية
- ستيف جيمس على موقع IMDb (الإنجليزية)
- ستيف جيمس على موقع روتن توميتوز (الإنجليزية)
- ستيف جيمس على موقع ألو سيني (الفرنسية)
- ستيف جيمس على موقع أول موفي (الإنجليزية)
- ستيف جيمس على موقع إن إن دي بي (الإنجليزية)
- ستيف جيمس على موقع قاعدة بيانات الفيلم (الإنجليزية)
- ستيف جيمس على موقع كينوبويسك (الروسية)